# Steindachnerina planiventris
Steindachnerina planiventris är en fiskart som beskrevs av Richard P. Vari och Williams Vari, 1989. Steindachnerina planiventris ingår i släktet Steindachnerina och familjen Curimatidae. Inga underarter finns listade i Catalogue of Life.